# Helmut List
Helmut O. List (* 20. Dezember 1941 in Graz) ist ein österreichischer Industrieller.

## Leben
List absolvierte ein Maschinenbaustudium an der Technischen Universität Graz, das er als Diplomingenieur 1967 abschloss. 1966 trat er in die von seinem Vater Hans List gegründete Firma AVL List GmbH ein und übernahm deren Führung 1979.
List war auch Initiator und Namensgeber für die 2003 eröffnete Helmut-List-Halle, eine große Veranstaltungshalle in Graz.
List ist mit Kathryn verheiratet und hat vier Kinder.

## Auszeichnungen und Ehrungen
- 1988: Ehrenbürger der Universität Graz[1]
- 1993: Ehrendoktor der Technischen Universität Dresden[2]
- 1994: Ehrensenator der Technischen Universität Graz[3]
- 2002: Ehrenring der Stadt Graz[4]
- 2003: Wilhelm-Exner-Medaille
- 2005: Großes Ehrenzeichen des Landes Steiermark[5]
- 2010: Großes Goldenes Ehrenzeichen des Landes Steiermark
- 2012: Österreichisches Ehrenkreuz für Wissenschaft und Kunst I. Klasse[6]
- 2016: Orden der Freundschaft[7]
- 2022: Ehrenring des Landes Steiermark[8]
- 2023: Ehrenbürger der Stadt Graz[9]